# Pascal P. Gilmore

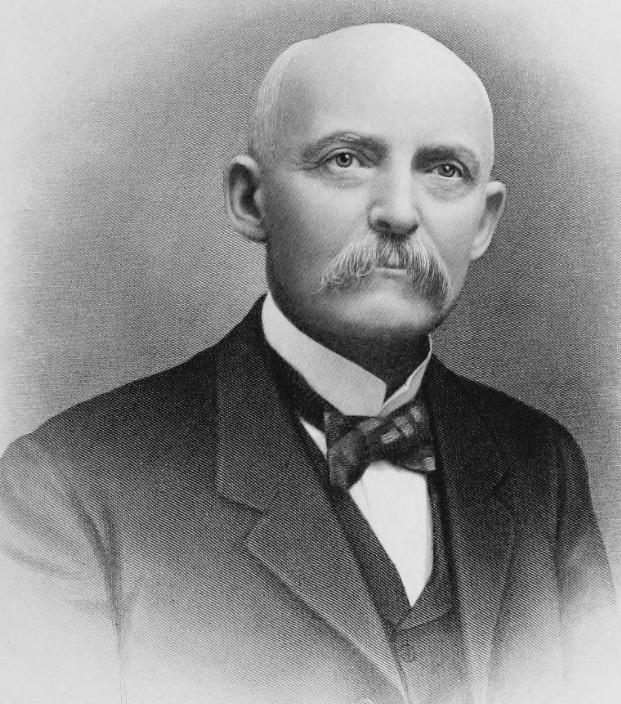

Pascal Pearl Gilmore (* 24. Juni 1845 in Dedham, Maine; † 5. Dezember 1931) war ein US-amerikanischer Soldat im Sezessionskrieg und Politiker, der von 1907 bis 1910 Maine State Treasurer war.

## Leben
Pascal P. Gilmore wurde in Dedham, Maine als Sohn von Tyrrel Gilmore und Mary Wood Pearl geboren. Sein Vater war Lehrer, der später eine Farm in Dedham kaufte und bewirtschaftete. Er besuchte die örtlichen Schulen und machte seinen Abschluss am East Maine Conference Seminary in Bucksport. Im Jahr 1861 trat er der Potomac-Armee bei und nahm am Halbinsel-Feldzug teil. Danach verließ er die Armee, kehrte jedoch als Rekrut des Sixteenth Regiments der Maine Volunteers zurück. Er war danach Teilnehmer jeder Schlacht seines Regiments und nahm auch am Gefecht bei Appomattox Court House, der Übergabe von General Robert E. Lee, teil. Sein Corps wurde von Abraham Lincoln am 25. März 1865 überprüft, Lincoln wurde drei Wochen später bei einem Attentat getötet.
Nach dem Krieg nahm er erneut sein Studium in Bucksport auf, im Winter unterrichtete er. Von 1867 bis 1871 war er im Westen, vor allem in Michigan, tätig. Dort war er mit der Inspektion und Vermessung von Holz beschäftigt. Aufgrund seiner schlechten Gesundheit kehrte Gilmore in den Osten zurück. Er übernahm die Farm seiner Eltern in Dedham und führte diese bis zum Jahr 1891. Nebenbei machte er Rechtsberatung und andere Arbeiten, auch war er mit der Herstellung und dem Handel unterschiedlichster Güter und Waren beschäftigt. Pascal Gilmore war Präsident der Bucksport National Bank und seit 1895 Präsident der Bucksport Water Company. Im Jahr 1907 wurde er Präsident der Maine Insurance Company of Portland.
Gilmore war Mitglied der Republikanischen Partei. Er gehörte eine lange Zeit dem Board of Selectmen von Dedham an und war neun Jahre dessen Vorsitzender. 15 Jahre war er Supervisor of Schools. Von 1875 bis 1883 war er Abgeordneter im Repräsentantenhaus von Maine und im Jahr 1891 wurde er Senator im Senat von Maine für das Hancock County. In diesem Jahr wurde er von Gouverneur Edwin C. Burleigh zum State Liquor Commissioner berufen. Das Amt hatte er bis 1896 inne. Von 1907 bis 1910 war er Maine State Treasurer.
Pascal P. Gilmore gehörte dem Kongregationalismus an. Er war Freimaurer in verschiedenen Logen sowie Mitglied der Grand Army of the Republic.
Gilmore heiratete im Jahr 1881 Alma M. Hart. Sie hatten eine Tochter. Er starb am 5. Dezember 1931, sein Grab befindet sich auf dem Brookside Cemetery in Dedham.